# スティーブン・ペッパー
スティーブン・コバーン・ペッパー（Stephen C. Pepper, 1891年4月29日 - 1972年5月1日）は、アメリカのプラグマティスト哲学者。
カリフォルニア大学バークレー校のミルズ哲学教授を務めた。
『World Hypotheses』（1942年）の著者として有名である。また、美学、芸術哲学、倫理学の権威としても知られる。

## 経歴
ペッパーは、ハーバード大学で学士号（1913年）と哲学の博士号（1916年）を取得した。批判的実在論で知られるラルフ・バートン・ペリーのもとで学んだ。1919年から1953年まで、主にカリフォルニア大学バークレー校で教鞭をとった。

## 業績

### 世界仮説
ペッパーは著書『World Hypotheses, A Study in Evidence』（1942年）で最もよく知られている。同書では、フォーミズム（「類似性」のメタファー）、メカニズム（「機械」のメタファー）、コンテクスチュアリズム（「歴史的行為」のメタファー）、オーガニシズム（「生命システム」のメタファー）の四つを、相対的に妥当な世界仮説（または世界観、概念体系）として、それぞれの依拠するルート・メタファーの観点から分類・提示している。また、コンテクスチュアリズムを一つの世界仮説として発展させ、「美的質」としての美の基準に着目し、主客二元論に先立つ社会的文脈の全体性を無媒介的に感受したもの、として概念化した。彼が影響を与えた思想家の一人にトーマス・クーンがいる。クーンは、ペッパーの在職中にバークレー校の若手教員として着任していた。ペッパーの世界仮説とクーンのパラダイムを比較検討する研究もある。

### 美学
ペッパーは美学、芸術哲学、倫理学の権威としても知られ、12冊の本と100以上の論文を発表している。カリフォルニア大学では美術学科の学科長を務め、その後、哲学科の学科長も務めた。また、ミルズ哲学教授（寄付講座）を務めた。同大学では、新しい建物の建設による大学の機能的・美的な悪化に反対したことで知られる。

## 著作
- Duncan, Elmer H.(1970). Stephen C. Pepper: A bibliography. The Journal  of Aesthetics and Art Criticism, 28(3), 287-293.
- Efron, A. (1980). Pepper's continuing value: In A. Efron & J. Herold (Eds.), Root metaphor: The live thought of Stephen C. Pepper. Paunch, No. 53-54, 5-53.
- Pepper, S. C. (1942). World hypotheses: A study in evidence. Berkeley, CA: University of California Press.